# USS MacKenzie (DD-614)
USS MacKenzie (DD-614) là một tàu khu trục thuộc lớp Benson của Hải quân Hoa Kỳ đã phục vụ trong suốt Chiến tranh Thế giới thứ hai. Nó là chiếc tàu chiến thứ ba của Hải quân Hoa Kỳ được đặt tên theo Thiếu tá Hải quân Alexander Slidell MacKenzie (1842-1867), người từng tham gia cuộc Nội chiến Hoa Kỳ và tử trận tại Đài Loan.

## Thiết kế và chế tạo
MacKenzie được đặt lườn tại chi nhánh đảo Terminal của hãng Bethlehem Steel Corporation ở San Pedro, California vào ngày 29 tháng 5 năm 1941. Nó được hạ thủy vào ngày 27 tháng 6 năm 1942; được đỡ đầu bởi cô Gail Nielsen, một hậu duệ của Thiếu tá MacKenzie, và được cho nhập biên chế vào ngày 21 tháng 11 năm 1942 dưới quyền chỉ huy của Hạm trưởng, Trung tá Hải quân D. B. Miller.

## Lịch sử hoạt động

### 1943
Sau khi hoàn tất việc chạy thử máy và huấn luyện, MacKenzie lên đường băng qua kênh đào Panama vào ngày 1 tháng 3 năm 1943, và hoạt động thuần túy tại khu vực mặt trận Đại Tây Dương và Địa Trung Hải trong suốt cuộc chiến tranh. Nó đi đến Casco Bay, Maine vào ngày 13 tháng 3, thực hiện nhiệm vụ hộ tống ven biển; và đến tháng 5 được điều sang hộ tống các đoàn tàu vượt đại dương, hoàn tất hai chuyến đi đến Địa Trung Hải cho đến tháng 6. Vào ngày 16 tháng 5, nó tiến hành hai lượt tấn công bằng mìn sâu sau khi bắt được tín hiệu mục tiêu bằng sonar; việc phân tích dữ liệu của  Đức sau chiến tranh cho thấy nó đã thành công trong việc đánh chìm chiếc tàu ngầm U-boat U-182.
Được tách khỏi nhiệm vụ vận tải Đại Tây Dương vào cuối tháng 6, MacKenzie đi đến khu vực tập trung lực lượng cho Chiến dịch Husky, và được phân vào Lực lượng Tấn công Trung tâm cho cuộc đổ bộ của Đồng Minh lên đảo Sicily, Ý. Vào ngày 9 tháng 7, nó rời vùng bờ biển Bắc Phi, đi đến Scoglitti, Sicily vào ngày hôm sau hộ tống các tàu vận tải và bắn pháo hỗ trợ. Ba ngày sau, nó quay trở lại hoạt động hộ tống vận tải, bảo vệ các đoàn tàu đi lại giữa Hoa Kỳ và Địa Trung Hải cho đến ngày 7 tháng 10, rồi hộ tống các đoàn tàu từ Bắc Mỹ sang Anh Quốc. Sau khi được sửa chữa tại Swansea, Anh vào cuối mùa Thu, nó còn thực hiện thêm hai chuyết vượt đại dương đến Địa Trung Hải.

### 1944
Vào ngày 18 tháng 3 năm 1944, MacKenzie tiến vào cảng để làm nhiệm vụ bảo vệ, bắn pháo hỗ trợ và tuần tra chống tàu ngầm trong khuôn khổ chiến dịch Anzio. Bắt đầu với việc đánh chìm một tàu ngầm bỏ túi hai chỗ ngồi đối phương vào ngày 19 tháng 3, nó tiếp tục hoạt động tại khu vực này cho đến khi quay trở lại nhiệm vụ hộ tống vận tải vào ngày 6 tháng 6. Tham gia trở lại các hoạt động tấn công trong tháng 8, nó tham gia Chiến dịch Dragoon, cuộc đổ bộ của Đồng Minh lên miền Nam nước Pháp, làm nhiệm vụ bắn pháo hỗ trợ. Đến ngày 15 tháng 9, nó rời Địa Trung Hải quay trở về Hoa Kỳ cho một đợt đại tu và sửa chữa kéo dài năm tháng tại Boston, Massachusetts.

### 1945
MacKenzie lại nhận nhiệm vụ tại Địa Trung Hải vào tháng 2 năm 1945; và từ ngày 28 tháng 3 đến ngày 21 tháng 4 đã hoạt động bắn phá dọc bờ biển Pháp-Ý vào ban ngày và phong tỏa vịnh Genoa vào ban đêm. Sang tháng 5, nó được phân nhiệm vụ hộ tống vận tải tại eo biển Gibraltar hỗ trợ cho việc tiếp tục tiến hành một mặt trận thứ hai hiệu quả. Nó tiếp tục ở lại khu vực Địa Trung Hải cho đến khi Đức Quốc xã đầu hàng, và quay trở về Hoa Kỳ vào tháng 7.
MacKenzie được đại tu nhằm chuẩn bị cho việc chuyển sang phục vụ tại Mặt trận Thái Bình Dương. Tuy nhiên, khi cuộc xung đột kết thúc do việc Nhật Bản đầu hàng vào giữa tháng 8, mệnh lệnh cho nó được thay đổi và nó đi vào Xưởng hải quân Charleston vào ngày 4 tháng 11 để chuẩn bị ngừng hoạt động. MacKenzie được cho xuất biên chế vào ngày 4 tháng 2 năm 1946 và đưa về lực lượng dự bị tại Philadelphia, Pennsylvania vào tháng 1 năm 1947. Tên nó được cho rút khỏi danh sách Đăng bạ Hải quân vào ngày 1 tháng 7 năm 1971 và nó bị đánh chìm như một mục têu trong một cuộc tập trận hạm đội vào ngày 1 tháng 6 năm 1974.

## Phần thưởng
MacKenzie được tặng thưởng bốn Ngôi sao Chiến trận do thành tích phục vụ trong Thế Chiến II.